# Erik Ulrich Ekholm
Erik Ulrich Ekholm, född den 11 december 1807 i Västerås, död den 27 december 1898 i Uppsala, var en svensk bibliotekarie, bror till Gustaf Ferdinand Ekholm.
Ekholm var andre amanuens vid Uppsala universitetsbibliotek 1855–1883. Han var en dugande bibliotekstjänsteman och ett för åtskilliga studentgenerationer välbekant Uppsalaoriginal. Ekholm är gravsatt på Uppsala gamla kyrkogård.